# سيباستيان هاغ
سيباستيان هاغ (بالألمانية: Sebastian Haag)‏ هو متسلق جبال تزلج ‏ وطبيب بيطري ألماني، ولد في 23 مايو 1978 في ميونخ في ألمانيا، وتوفي في 23 سبتمبر 2014 في شيشابانغما في الصين.

## وصلات خارجية
- سيباستيان هاغ على موقع IMDb (الإنجليزية)